# Heleanna melanomochla
Heleanna melanomochla là một loài bướm đêm thuộc họ Tortricidae. Nó là loài đặc hữu của Đài Loan.
Sải cánh dài 10–12 mm.
Ấu trùng ăn the young leaves of Mangifera indica. They damage the mango by folding the apices và margins of the leaves longitudinally. Pupation takes place in the pupal case in a folded leaf.